# Aoife O’Rourke
Aoife O’Rourke (* 2. Juli 1997 in Castlerea) ist eine irische Boxerin im Mittelgewicht. Sie wurde 2019, 2022 und 2024 jeweils Europameisterin, 2025 Vize-Weltmeisterin und war Teilnehmerin der Olympischen Sommerspiele 2020 in Tokio.
Sie ist die ältere Schwester der Boxerin Lisa O’Rourke.

## Karriere
Aoife O’Rourke gewann 2018 die Silbermedaille bei der U22-Europameisterschaft in Târgu Jiu und 2019 bereits die Goldmedaille bei der Europameisterschaft in Alcobendas. Bei den Europaspielen 2019 in Minsk unterlag sie im Viertelfinale gegen Lauren Price und erreichte einen fünften Rang.
Bei der europäischen Olympiaqualifikation schied sie erst im Halbfinale erneut gegen die spätere Gewinnerin Lauren Price aus und erhielt dadurch noch einen Startplatz bei den Olympischen Sommerspielen 2020 in Tokio. Dort verlor sie in der Vorrunde gegen Li Qian.
Bei der Weltmeisterschaft 2022 in Istanbul unterlag sie in der Vorrunde gegen Naomi Graham, gewann jedoch noch im selben Jahr die Europameisterschaft in Budva.
2023 gewann sie die Europaspiele in Krakau und 2024 die Europameisterschaft in Belgrad. Bei den Olympischen Spielen 2024 in Paris verlor sie in der Vorrunde knapp mit 2:3 gegen die Polin Elżbieta Wójcik.
Bei der Weltmeisterschaft 2025 in Niš gewann sie nach einer Finalniederlage gegen Anastasia Schamonowa die Silbermedaille.